# Titularbistum Forontoniana
Forontoniana war eine antike Stadt in der römischen Provinz Byzacena bzw. Africa proconsularis in der Sahelregion von Tunesien.
Forontoniana ist ein ehemaliges Bistum der römisch-katholischen Kirche und heute ein Titularbistum.
| Titularbischöfe von Forontoniana |                                                       |                                                                       |                  |                   |
| Nr.                              | Name                                                  | Amt                                                                   | von              | bis               |
| 1                                | Luigi Poggi Titularerzbischof pro hac vice            | Apostolischer Nuntius                                                 | 3. April 1965    | 26. November 1994 |
| 2                                | Pierfranco Pastore                                    | Sekretärs des Päpstlichen Rates für die sozialen Kommunikationsmittel | 3. Dezember 1994 | 30. August 2015   |
| 3                                | Dagoberto Campos Salas Titularerzbischof pro hac vice | Apostolischer Nuntius                                                 | 28. Juli 2018    |                   |